# Телегония (эпос)
«Телего́ния» (греч. Τηλεγόνεια , Telegoneia; лат. Telegonia) — несохранившаяся древнегреческая эпическая поэма VI в. до н. э., повествовавшая о завершении жизни Одиссея. Её автором считался Евгаммон из Кирены, которого Евсевий датирует 567 годом до н. э.